# A labdarúgó-világbajnokságok döntőinek játékvezetői
Az eddig megrendezett labdarúgó-világbajnokságok döntőinek játékvezetői a következők voltak:

## Döntők
| Év                              | Mérkőzés                     | Eredmény                                  | Játékvezető, nemzetiség            | Forrás |
| ------------------------------- | ---------------------------- | ----------------------------------------- | ---------------------------------- | ------ |
| 1930, · Uruguay                 | Uruguay – Argentína          | 4–2                                       | John Langenus · Belgium            | [ 1 ]  |
| 1934, · Olaszország             | Olaszország – Csehszlovákia  | 2–1 (h.u.)                                | Ivan Eklind · Svédország           | [ 2 ]  |
| 1938, · Franciaország           | Olaszország – Magyarország   | 4–2                                       | Georges Capdeville · Franciaország | [ 3 ]  |
| 1950, · Brazília                | Uruguay – Brazília           | 2–1 A döntőt négyes csoportban játszották | George Reader · Anglia             |        |
| 1954, · Svájc                   | NSZK – Magyarország          | 3–2                                       | William Ling · Anglia              | [ 4 ]  |
| 1958, · Svédország              | Brazília – Svédország        | 5–2                                       | Maurice Guigue · Franciaország     | [ 5 ]  |
| 1962, · Chile                   | Brazília – Csehszlovákia     | 3–1                                       | Nyikolaj Latisev · Szovjetunió     | [ 6 ]  |
| 1966, · Anglia                  | Anglia – NSZK                | 4–2 (h.u.)                                | Gottfried Dienst · Svájc           | [ 7 ]  |
| 1970, · Mexikó                  | Brazília – Olaszország       | 4–1                                       | Rudolf Glöckner · NDK              | [ 8 ]  |
| 1974, · NSZK                    | NSZK – Hollandia             | 2–1                                       | John Keith Taylor · Anglia         | [ 9 ]  |
| 1978, · Argentína               | Argentína – Hollandia        | 3–1 (h.u.)                                | Sergio Gonella · Olaszország       | [ 10 ] |
| 1982, · Spanyolország           | Olaszország – NSZK           | 3–1                                       | Arnaldo Coelho · Brazília          | [ 11 ] |
| 1986, · Mexikó                  | Argentína – NSZK             | 3–2                                       | Romualdo Arppi Filho · Brazília    | [ 12 ] |
| 1990, · Olaszország             | NSZK – Argentína             | 1–0                                       | Edgardo Codesal Méndez · Mexikó    | [ 13 ] |
| 1994, · Egyesült Államok        | Brazília – Olaszország       | 0–0 (t. 3–2)                              | Puhl Sándor · Magyarország         | [ 14 ] |
| 1998, · Franciaország           | Franciaország – Brazília     | 3–0                                       | Szaíd Belkola · Marokkó            | [ 15 ] |
| 2002, · Dél-Korea / Japán       | Brazília – Németország       | 2–0                                       | Pierluigi Collina · Olaszország    | [ 16 ] |
| 2006, · Németország             | Olaszország – Franciaország  | 1–1 (t. 5–3)                              | Horacio Elizondo · Argentína       | [ 17 ] |
| 2010, · Dél-afrikai Köztársaság | Spanyolország – Hollandia    | 1–0 (h.u.)                                | Howard Webb · Anglia               | [ 18 ] |
| 2014, · Brazília                | Németország – Argentína      | 1–0 (h.u.)                                | Nicola Rizzoli · Olaszország       | [ 19 ] |
| 2018, · Oroszország             | Franciaország – Horvátország | 4–2                                       | Néstor Pitana · Argentína          | [ 20 ] |
| 2022, · Katar                   | Argentína – Franciaország    | 3–3 (t. 4–2)                              | Szymon Marciniak · Lengyelország   | [ 21 ] |

## Nemzetiségek szerint
- Sorrend: Döntők száma; Nemzetiség (ábécésorrend)

| Nemzetiség    | Döntők száma |
| ------------- | ------------ |
| Anglia        | 4            |
| Olaszország   | 3            |
| Argentína     | 2            |
| Brazília      | 2            |
| Franciaország | 2            |
| Belgium       | 1            |
| Lengyelország | 1            |
| Magyarország  | 1            |
| Marokkó       | 1            |
| Mexikó        | 1            |
| NDK           | 1            |
| Szovjetunió   | 1            |
| Svájc         | 1            |
| Svédország    | 1            |